# Чугунаш
Чугуна́ш (рос. Чугунаш) — селище у складі Таштагольського району Кемеровської області, Росія. Входить до складу Каларського сільського поселення.

## Населення
Населення — 639 осіб (2010; 674 у 2002).